# Corriente del este de Madagascar

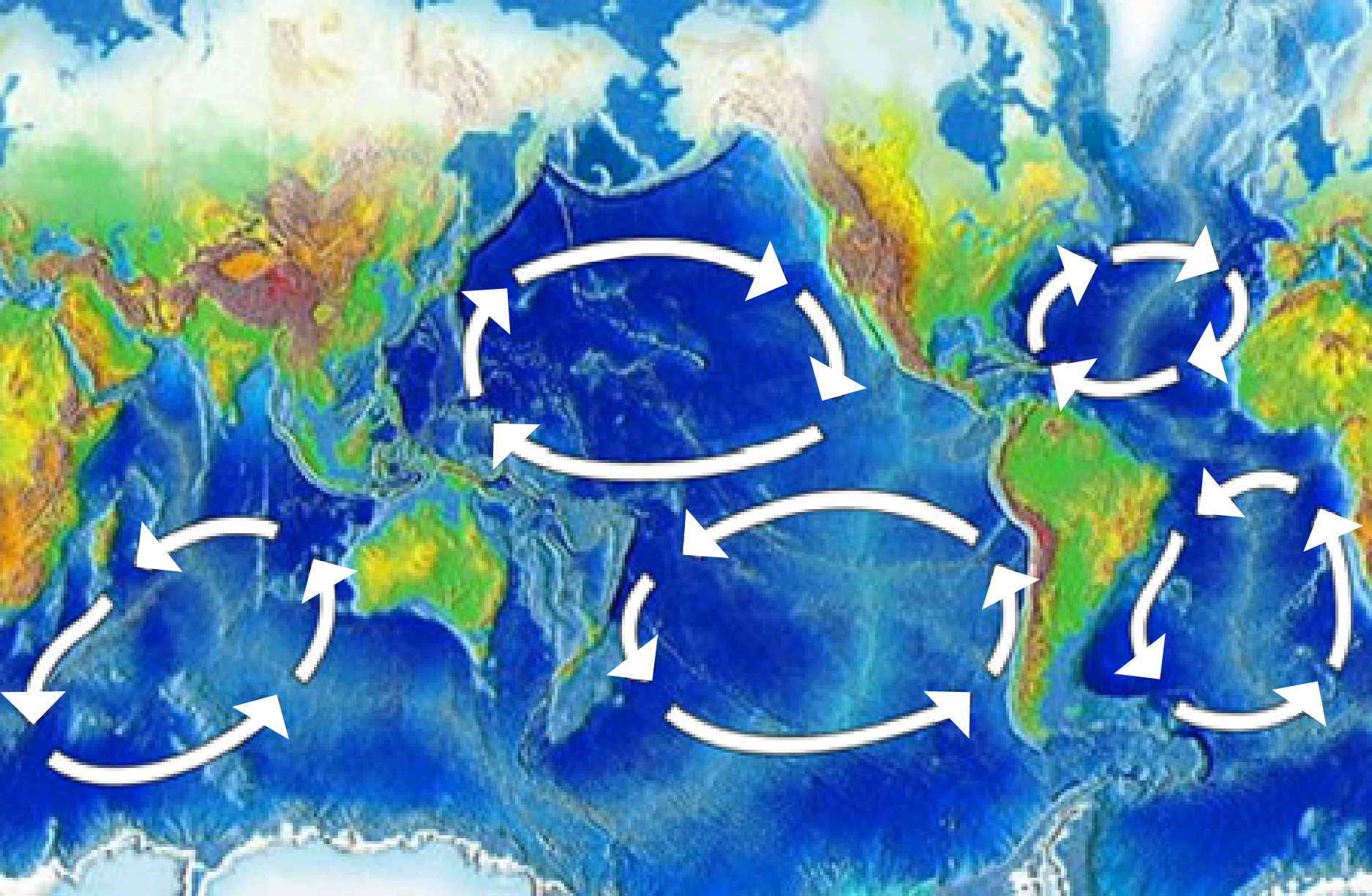
El camino de la corriente de Madagascar.

La corriente del este de Madagascar es un fenómeno de flujo oceánico cerca de Madagascar. Fluye hacia el sur desde la latitud 20ºS en el lado este de Madagascar hasta el límite meridional en el cabo Saint Marie y posteriormente alimenta la corriente de las Agujas. Su flujo se ve complicado por grandes remolinos anticiclónicos y ciclónicos.